# Bartolomeo Ferrero
Bartolomeo Ferrero (Mondovì, 1550 – Aosta, 4 agosto 1607) è stato un vescovo cattolico italiano.

## Biografia
Nacque nel 1550 e fu ordinato sacerdote il 6 marzo 1574.
Il 5 maggio 1595 papa Clemente VIII lo nominò vescovo di Aosta, ricevendo la consacrazione episcopale nella chiesa di San Silvestro al Quirinale il 16 maggio successivo dalle mani del cardinale Mariano Pierbenedetti, già vescovo di Martirano, co-consacranti i vescovi Melchiorre Pelletta, vescovo ausiliare di Torino e titolare di Crisopoli di Arabia, e Fabrizio Perugini, vescovo di Terracina, Priverno e Sezze.
Morì ad Aosta il 4 agosto 1607.

## Genealogia episcopale
La genealogia episcopale è:
- Vescovo Antonio Lauro
- Papa Sisto V
- Cardinale Mariano Pierbenedetti
- Vescovo Bartolomeo Ferrero